# Мельниковчи
Мельниковчи  — деревня в Сысольском районе Республики Коми в составе сельского поселения  Куратово. 

## География
Расположена на расстоянии 3 км на запад от центра поселения села Куратово.  

## Население
Постоянное население  составляло 9 человек (коми 100%) в 2002 году, 4 в 2010 .